# 也客扯连 (蒙古部)
也客·扯连（?—?），《亲征录》作也可·察合阑，蒙古部乞颜氏贵族，合不勒汗第五子忽阑的儿子。
王汗和铁木真决裂时，也客扯连把议定包围、捉拿铁木真的话，回到他家里说：“大家商议好了，明天早晨去捉拿铁木真。如果有人把这话送去给铁木真，不知将会得到怎么样的报答呢？”他的牧马人巴歹、启昔礼听到了。也客扯连的儿子纳邻客延正坐在帐房外面磨箭，边磨边说：“刚才开会商议时说什么谁泄露出去，就割谁的舌头，这又能挡得住谁的嘴呢？”巴歹、启昔礼告知了铁木真，后来成为蒙古帝国的重臣。

## 资料来源
- 余大钧译注《蒙古秘史》